# Olympique Saumur FC
Câu lạc bộ bóng đá L'Olympique de Saumur là một câu lạc bộ bóng đá Pháp được thành lập năm 2000. Đội có trụ sở tại Saumur, Pays de la Loire. Đội chơi ở Stade des Rives du Thouet ở Saumur.

## Lịch sử
Hóa thân sớm của câu lạc bộ Olympique Saumur được thành lập vào năm 1945 và chơi trong khoảng 44 năm trước khi giải thể do kết quả của việc sáp nhập với câu lạc bộ nghiệp dư SC Bagneux ở Bagneux gần đó. Câu lạc bộ được thành lập được gọi là Racing Club de Saumur. Một thập kỷ sau, RC Saumur quyết định hợp nhất với các câu lạc bộ địa phương AS Saumur và ASPTT Saumur để thành lập một câu lạc bộ duy nhất gọi là Câu lạc bộ bóng đá Olympique de Saumur. Sau khi sáp nhập, câu lạc bộ đã trở thành một trong những câu lạc bộ lớn trong tỉnh với hơn 507 người liên kết với câu lạc bộ. Điều này bao gồm ít nhất 100 cầu thủ cao cấp và 300 cầu thủ trẻ bao gồm 25 đội khác nhau đại diện cho câu lạc bộ. Chỉ trong mùa giải thứ hai của câu lạc bộ, họ đã giành được cú đúp ở hạng đấu nghiệp dư khi giành giải Atlantique Division Super Régionale mà không để thủng lưới bất kỳ thất bại nào và cũng giành được Coupe de Atlantique.
Hai mùa sau, câu lạc bộ đã hoàn thành vị trí hạng 3 trong Atlantique Division d'Honneur để giành chiến thắng thăng hạng lên CFA 2. Câu lạc bộ đã thăng hạng lên Championnat de France vào ngày cuối cùng của mùa giải 2008-09 chiến thắng trận đấu cuối cùng của họ 1-0. Bàn thắng duy nhất của trận đấu cho Saumur được ghi ở phút 93 và là phút áp chót. DNCG, người giám sát các tài khoản pháp lý và tài chính của các câu lạc bộ bóng đá ở Pháp, đã cai trị câu lạc bộ không đủ điều kiện để đủ điều kiện tham gia CFA.
Vào ngày 6 tháng 8, chỉ ba ngày trước khi bắt đầu mùa giải CFA, CNSOF, tổ chức điều hành bóng đá ở Pháp, đã phán quyết rằng câu lạc bộ sẽ được phép thăng hạng lên CFA. Tuy nhiên, chỉ một ngày sau đó, FFF tuyên bố rằng họ đã từ chối đề xuất của CNOSF về việc tích hợp Saumur vào CFA. Câu lạc bộ trả lời bằng cách tuyên bố ý định kháng cáo bản án tại Tòa án hành chính.

## Đội trẻ
Olympique Saumur vận hành một hệ thống đội trẻ rất mạnh với các cầu thủ chơi ở các giải đấu địa phương sớm nhất là bảy tuổi. Đội bóng dưới 11 tuổi của câu lạc bộ đã giành được chiến thắng mùa giải 2008-09 của Coupe Nationale des Stewtails, trong khi đội dưới 18 tuổi lọt vào Vòng 1/32 của Coupe Gambardella năm 2003, mặc dù là một câu lạc bộ nghiệp dư.

## Trang phục thi đấu
Trang phục thi đấu của câu lạc bộ được sản xuất bởi Puma và chủ yếu bao gồm các kết hợp màu đỏ và màu xanh.